# ДС-П1-М
ДС-П1-М «Тюльпан» (11Ф631) — супутник-мішень на базі ДС-П1-І для відпрацювання протисупутникового перехоплення, одна з модифікацій штучних супутників ДС-П1 — КА ДС-П1-М, яка використовувалася в 1971—1972 рр. як мішень при проведенні випробувань радянського КА-перехоплювача «ІС», розробленого в ОКБ-52 В. Н. Челомея. На відміну від перших мішеней типу І-2М, розроблених в тому ж ОКБ-52 і виводиться на орбіту носіями 11К67 і 11К69.
ДС-П1-М були легшими (близько 600 кг) апаратами і запускалися РН 11К65М «Космос-3М», також створеної янгелівським ОКБ. Слід зазначити, що багато хто з ШСЗ серій ДС-У2 і ДС-У3 також виводилися на орбіту носієм 11К65М.

## Запуски
Перший старт КА ДС-П1-М 22.12.70г. зі стартового комплексу 132/2 закінчився невдало через аварію РН 11К65М. Успішний запуск був здійснений 09.02.1971 р. Всього за 1970—1972гг. запущено 4 КА цього типу на орбіту з параметрами:
- нахил — 66град.
- період обертання — 89-105 хв.
- перигей −230-970 км;
- апогей — 280—1000 км.